# Juan Isidro Jiménez

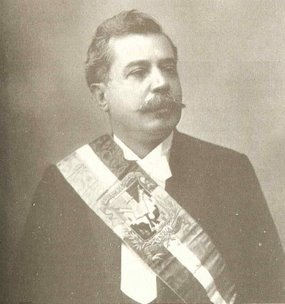
Juan Isidro Jiménez

Juan Isidro Jiménez Pereyra (* 1846 in Santo Domingo; † 1919 in Santo Domingo) war ein dominikanischer Politiker und Präsident der Dominikanischen Republik.

## Biografie

### Präsidentschaft 1899 bis 1902
Jiménez war ein erfolgreicher Kaufmann, der sich im Laufe der Diktatur von Ulises Heureaux wie Horacio Vásquez zunehmend als Anhänger von Buenaventura Báez („Baecista“)  politisch engagierte, weswegen er sich zeitweise im Exil befand.
Nach dem Tode von Lilís Heureaux am 26. Juli 1899 und den kurzen Übergangsregierungen von Juan Wanceslao Figuereo und Vásquez wurde er am 19. November 1899 Präsident der Dominikanischen Republik und behielt dieses Amt bis zu seinem Sturz durch seinen eigenen Vizepräsidenten Vasquez und Ramón Cacéres am 2. Mai 1902, nach dem die durch die gemeinsame Opposition gegen Heureaux begründete „Zwangsverbindung“ zwischen den Anhängern von Jiménez („Jiminista“) und denen von Vásquez („Horacista“) gescheitert war. Des Weiteren setzte er sich für eine Herrschaft aufgrund der von Heureaux 1896 eingeführten Verfassung ein. Während seiner Amtszeit bemühte er sich um Verhandlungen mit den europäischen und US-amerikanischen Kreditgebern, um dadurch das riesige Haushaltsdefizit abzubauen. Diese schlechte Finanzsituation sowie die kontinuierliche Neuverschuldungspolitik von Heureaux verhinderten jedoch eine Stabilisierung seiner Regierung und führten zu Regierungen von Caudillos in der Folgezeit. Das führte auch dazu, dass sich die USA zur Unterstützung amerikanischer Unternehmen zunehmend mit der Situation in der Dominikanischen Republik befasste. In diesem Klima angespannter Verhandlungen zur Wiederherstellung der Lebensfähigkeit des Landes und zur Wiedererlangung der wirtschaftlichen Souveränität folgten zunehmend auch interne politischen Spannungen zwischen Jiménez und Vásquez, die dazu führten, dass Jiménez in Santo Domingo residierte, während Vásquez Dienstsitz in Santiago de los Caballeros nahm. Nach seinem Sturz ging er am 2. Mai 1902 ins Exil. Später kam es zu einer Spaltung seiner Anhänger in eine von ihm weiter geführte Gruppierung („Bolos Patas Blancas“) sowie eine unter dem Vorsitz von Desiderio Arias („Bolos Patas Prietas“).

### Präsidentschaft 1914 bis 1916
Am 5. Dezember 1914 folgte er Ramón Báez als Präsident mit seiner zweiten Amtszeit, musste jedoch am 7. Mai 1916 unter dem Druck von US-Präsident Woodrow Wilson zurücktreten. Bei der Präsidentschaftswahl im Oktober 1914 erhielt er 337 Wahlmännerstimmen und damit weit mehr als sein Hauptkonkurrent Vásquez, während die beiden weiteren Kandidaten, der ehemalige Finanzminister Federico Velázquez und Vidal abgeschlagen waren.
Zu Beginn seiner Amtszeit gab es neben den starken außenpolitischen Spannungen mit den USA weiterhin die innenpolitischen Meinungsverschiedenheiten zwischen seinen Gefolgsleuten und den Anhängern Desiderio Arias sowie der Gruppe um Velázquez. Diese Situation spitzte sich schließlich während des Ersten Weltkrieges weiter zu, was die US-Regierung zur Abgabe der diplomatischen Note No. 14 veranlasste. Durch diese diplomatische Note forderten die USA Folgendes:
- Ernennung eines Finanzexperten zur Überwachung der Zölle und der öffentlichen Ausgaben
- Auflösung der Streitkräfte
- Aufbau einer Nationalgarde unter der Befehlsgewalt US-amerikanischer Offiziere

Jiménez war ein scharfer Gegner dieser Note, konnte aber im April 1916 nicht die aufkommende Revolte von Arias gegen seine Regierung verhindern. Diese angespannte innenpolitische Krise führte schließlich zur Besetzung des Landes durch die USA am 16. Mai 1916, neun Tage nach Jiménez Rücktritt. Letztlich kam es nach zwei kurzen Übergangsregierungen des Rates der Staatssekretäre sowie von Francisco Henríquez y Carvajal am 29. November 1916 zu einer Intervention durch die United States Army sowie der Einsetzung von Konteradmiral Harry Shepard Knapp als US-Gouverneur.
Trotz seiner kurzen Amtszeiten war er neben Horacio Vásquez einer der führenden und einflussreichsten Politiker der Dominikanischen Republik zwischen 1899 und seinem Tod 1919.